# Orthosia garmani
Orthosia garmani là một loài bướm đêm trong họ Noctuidae.